# Schuitvlot
Een schuitvlot was een aanlegplaats of -steiger in Zeeland voor smalle platboomde schuiten. Lange tijd had deze manier van transport over de Zeeuwse watergangen in de behoefte voorzien om te reizen tussen de dorpen en de steden op onder andere Walcheren, omdat de slechte wegen vaak onder water stonden na regen en geen goed alternatief boden. De schuiten en de schuitvlotten werden door iedereen gebruikt om personen en goederen (landbouwproducten, vee, bouwmateriaal) te vervoeren. Ook hoogwaardigheidsbekleders maakten gebruik van deze vorm van transport, zoals Frederik Hendrik die in 1625 samen met zijn gevolg van Middelburg naar Vlissingen reisde. 
De schuitvlotten waren een belangrijk onderdeel van het Zeeuwse transportsysteem en waren de centrale plaats waar men de reis per schuit begon en/of eindigde. Het was een georganiseerd systeem dat in onder andere Veere en Domburg onderhouden werd door een gilde van schuitlieden. Met een ordonnantie werden onder andere de tijdstippen van afvaart en de tarieven geregeld. De reis van een schaap kostte evenveel als voor een predikant: een dubbeltje.
Op een schuitvlot werd vracht uitgeladen of ingenomen. Veel boeren beschikten over een eigen schuit, een kleine voor het wekelijkse bezoek aan de markt en een grotere om de oogst naar de stad te vervoeren. Voor grotere schuiten was bijvoorbeeld de Domburgse Schuitvlot vaak slecht bereikbaar en moest men uitwijken naar een steiger in de buurt. 
Toen de wegen beter werden en met meer bruggen over watergangen, nam het wegvervoer de plaats in van de schuiten en de schuitvlotten. De marktschuiten maakten plaats voor marktwagens en de bodediensten vervingen de schuit voor paard en wagen en later de vrachtwagen. Aan het einde van de 19e eeuw overleed de laatste schuteboer en raakte deze vorm van transport in de vergetelheid.